# Asarums IF
Asarums IF är en idrottsförening i samhället Asarum i Karlshamns kommun, Blekinge, som grundades 1954. Herrfotbollslaget spelar sedan 2014 i division 2. 1979 startades damfotbollslaget. 1988 splittrades föreningen och varje sektion blev fristående.
2013 vann herrfotbollslaget division 3 sydöstra Götaland och blev uppflyttade till division 2.
2017 vann damfotbollslaget division 1 och vann bägge kvalmatcher till Elitettan mot Jitex.
I Elitettan 2018 klarade sig klubben kvar med endast en poängs marginal.
2019 åkte laget ur Elitettan. Många spelare var mycket kritiska till hur klubben skött damlaget, som beskrevs som dåligt styrd och i skymundan av herrarna. Fler än 10 spelare lämnade klubben.
Klubben lyckades inte värva tillräckligt med nya spelare till säsongen 2020 och var tvungna att lägga ner damlaget. I oktober startade de ett nytt med målet att ställa upp i division 4 säsongen 2021, den lägsta serien i Blekinge Fotbollförbund.